# Aprólevelű átokhínár
Az aprólevelű átokhínár (Elodea nuttallii) az békatutajfélék családjába tartozó, észak-amerikai eredetű vízinövény, amely az egész világon inváziós fajként terjed.

## Megjelenése
Az aprólevelű átokhínár akár 3 méter hosszú, lebegő vagy legyökerező, évelő vízinövény. Hosszú, vékony (1-1,5 mm-es), zöld, sima felületű, nagyon törékeny szárát csomók tagolják, ezekből nőnek ki a vékony, fehér gyökerek. Az áttetsző levelek általában hármas örvökben ülnek a száron, a hajtás csúcsának közelében tömötten, igen közel egymáshoz; lejjebb 5–7 mm-enként; legalul átellenesen elhelyezkedve. A 8–10 mm-es levelek szálas-lándzsás alakúak, épszélűek, hegyes végűek; hossztengelyük körül egyszer-kétszer megcsavarodnak. A levélörvök tövében a száron vörös gyűrű látható.
Kétlaki, vagyis a termős és porzós virágok külön növényen helyezkednek el. A magányos virágok a felső levelek tövéből, két fellevél közül erednek. A virágnyak egészen hosszú, fonálszerű (ún. hypanthium). A virág 3 csésze- és 3 sziromlevélből áll. A porzósokban 9 porzó (a 3 belső porzó oszlopszerűen összenőve); a termősökben 3 bibe található. Az elliptikus csészelevelek 1,1-2,1 mm hosszúak és 0,5-1,7 mm szélesek; a fehér vagy halványrózsaszín sziromlevelek 1 mm szélesek és 0,5-1,3 mm hosszúak.
Termése 5–7 mm-es, megnyúlt tojásdad alakú toktermés. A tokban 3–4 db, 3,5-4,5 mm-es, hengeres, szőrös felületű mag foglal helyet.
Hasonló, Magyarországon is előforduló faj a kanadai átokhínár, amelynek levelei nem vagy alig csavarodnak, szárán nincsenek vörös gyűrűk és magja nem szőrös.

## Elterjedése
Észak-Amerikában őshonos Kanada délkeleti és az Egyesült Államok északi részein. Behurcolták Európába, ahol a legtöbb országban megtalálható. Először Belgiumban tűnt fel 1939-ben (bár biztosan csak 1955-ben azonosították), 1966-ban pedig Nagy-Britanniából jelentették. 1961-ben megjelent Japánban, 1980-ban pedig Kínában is.
Magyarországon először 1991-ben észlelték a Szigetközben. Azóta elsősorban a Duna és a Dráva (esetenként néhány kisebb mellékfolyó) mentén terjed. Legnagyobb tömegben a Duna-völgyi-főcsatornában, a Duna-Tisza-csatornában, a Harmincas-csatornában, a Sós-érben és az Apaji-csatornában figyelték meg.

## Életciklusa
Elsősorban vegetatívan szaporodik. Észak-Amerikában kis mértékben szaporodik ivarosan is, de Európában szinte kizárólag nőivarú egyedei élnek (Németországban ismert egy hímivarú populáció; Japánban pedig csak hímivarú egyedek találhatóak) és kizárólag ivartalan módon terjed. A letörött szárdarabok a víz hullámzásával, áramlásával vagy madarakra, hajókra tapadva szállítódnak tovább. A hajtások legyökerezve azonnal növekedni kezdenek. A telet turion (sűrűn leveles, sok keményítőt tartalmazó, vastag kutikulájú ágvégi hajtás; ősszel tömegesen keletkeznek) formájában vészelik át. A turionok tavasszal hajtanak ki, amikor a víz hőmérséklete eléri a 18 °C-ot.
Az aprólevelű átokhínár főleg álló- vagy lassan folyó vizek partmenti, sekélyebb részein fordul elő, max. 3 m-es vízmélységig. A tápanyagban gazdag, eutrofizálódó, inkább kissé lúgos kémhatású, kemény vizeket részesíti előnyben. Kisebb mértékben elviseli a víz szennyeződését, de a vízáramlást, hullámzást kevésbé bírja mint rokona, a kanadai átokhínár.
Gyorsan növekvő, könnyen terjedő faj, amely tömeges előfordulásával elnyomja az őshonos fajokat, leárnyékolja a vizeket, csökkenti a víz áramlását és megnehezíti annak mezőgazdasági vagy rekreációs használatát. Másrészt viszont rejtekhelyet nyújt a halivadék és a gerinctelenek számára, amivel növeli a víziszárnyasok táplálékának mennyiségét. Akváriumban is szívesen tartják, a helyi vizekbe kiöntött egyedek is hozzájárulhattak gyors terjedéséhez.    

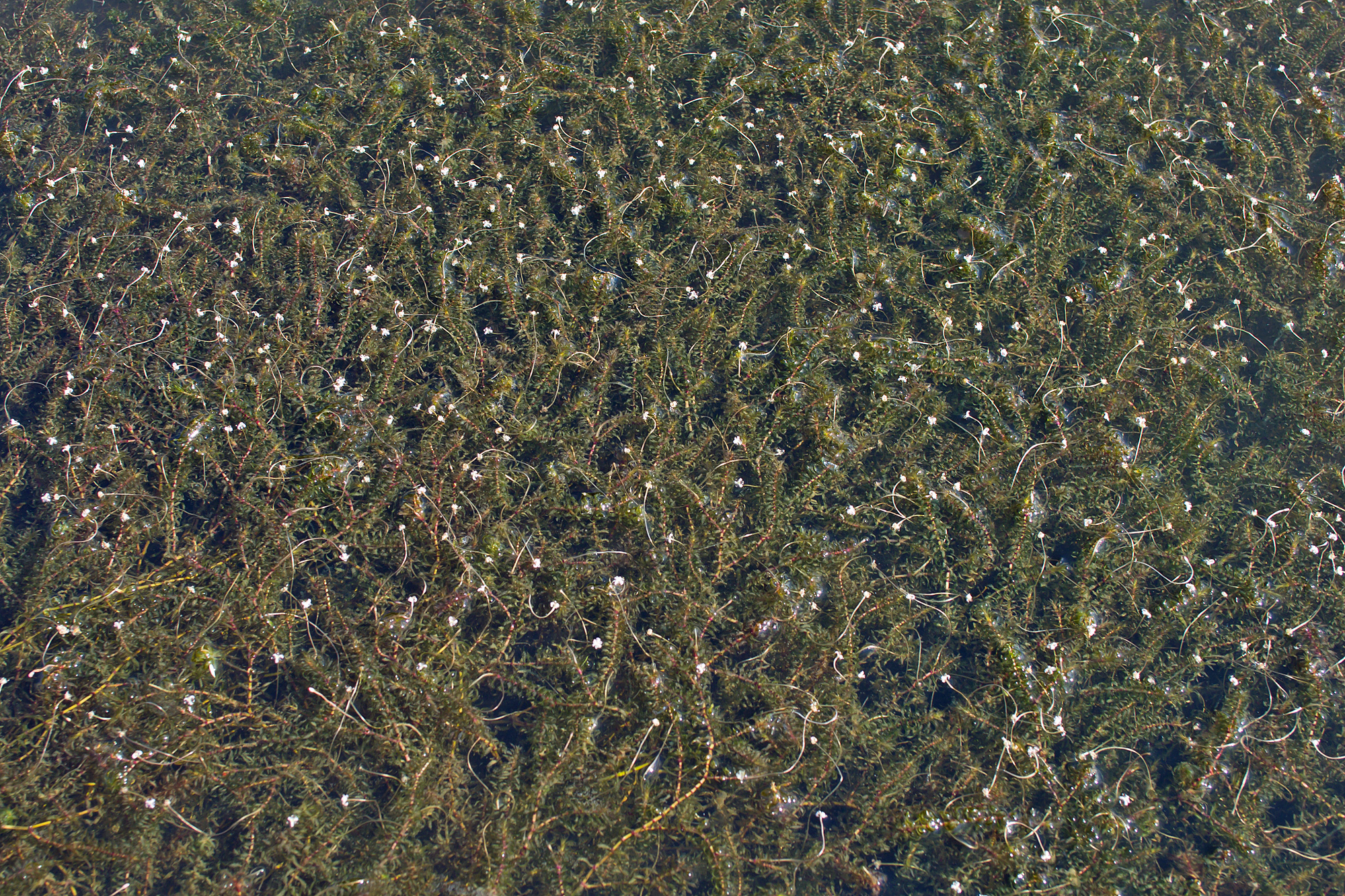
Virágzó átokhínár
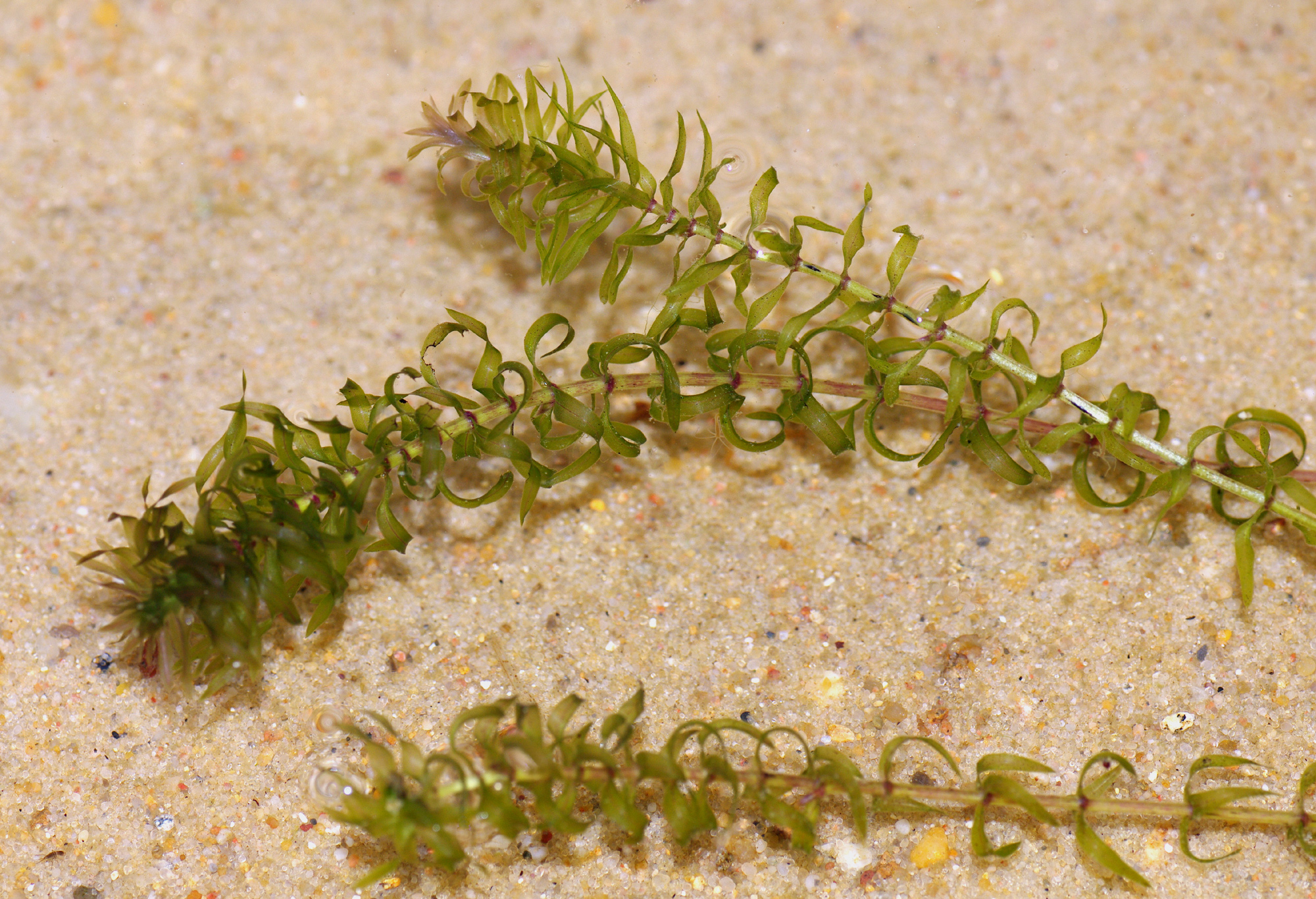
Hajtása
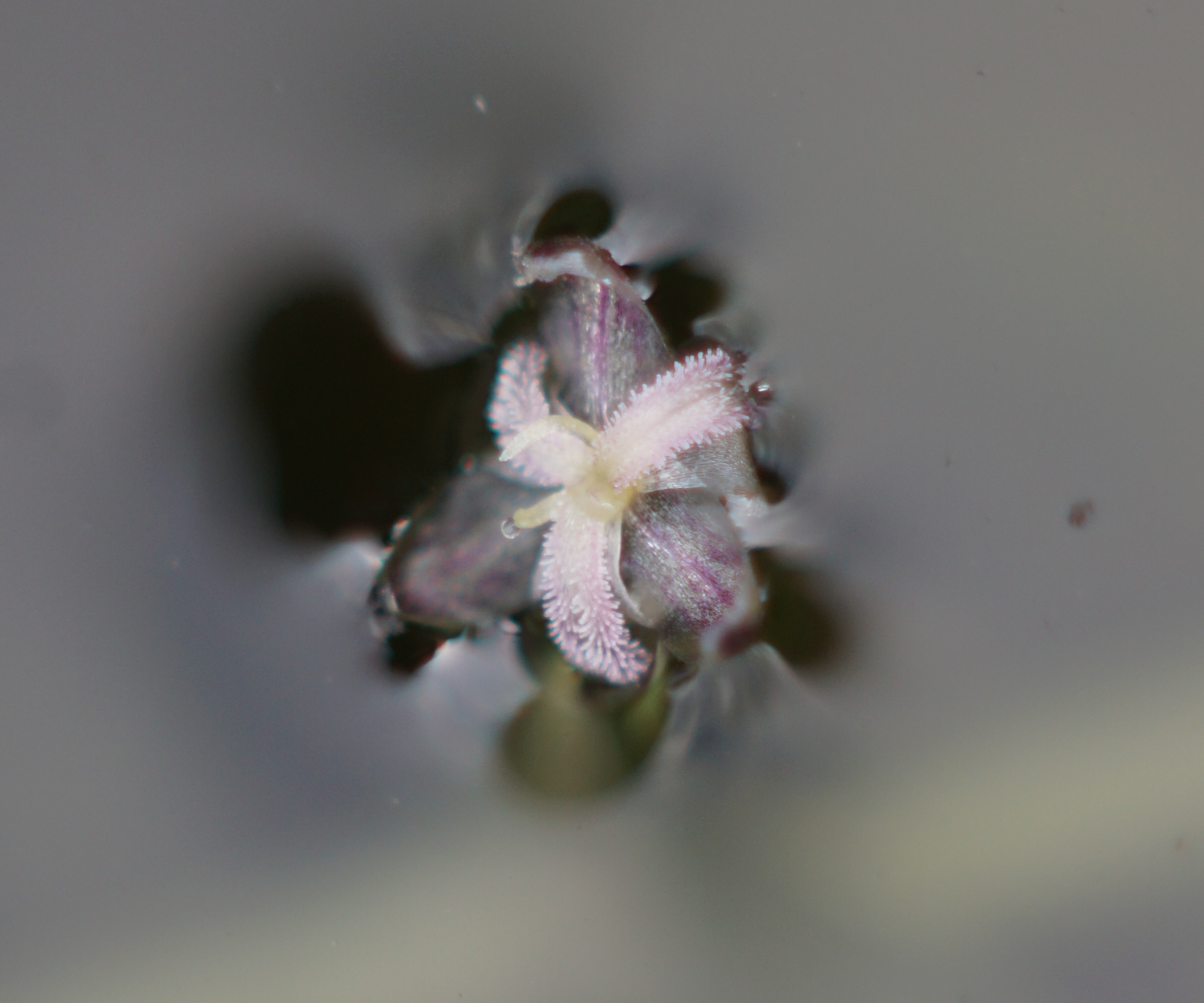
Nőivarú virága
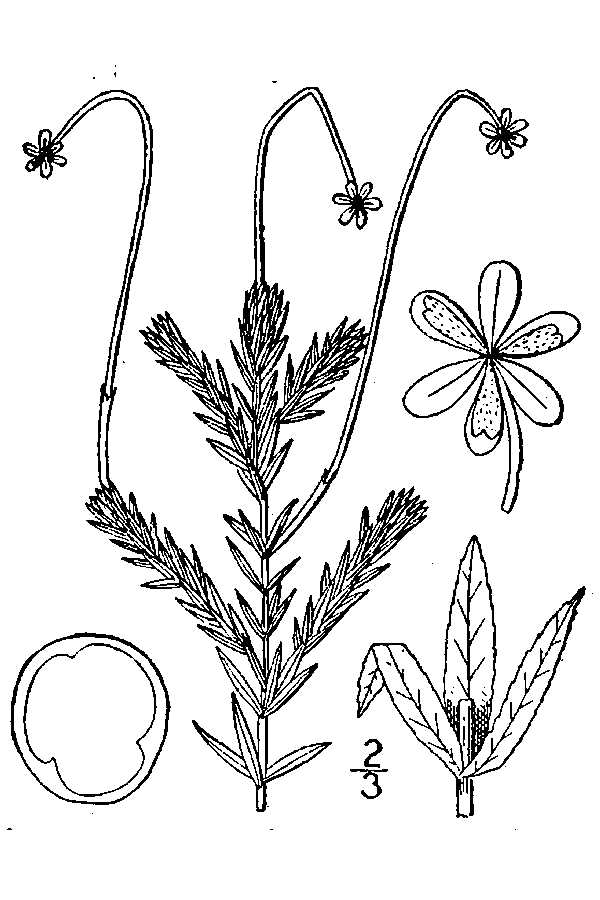
1913-as ábrázolása